# Susana Pareja Ibarra
Susana Pareja Ibarra (València 13 de març de 1973) és una esportista valenciana, antiga jugadora i actual entrenadora d'handbol.
A mitjans de la dècada del 1990 va jugar al Balonmano Mar Sagunto (en les seves diverses denominacions) fins que el 2001 va fitxar pel Ferrobús Mislata (després Cementos Unión de Riba-roja), on jugaria fins que es va retirar el 2008. Ha guanyat 9 Campionats de Lliga, 10 Copes de la Reina, una Copa d'Europa de Clubs, una Recopa d'Europa de Clubs i una Supercopa d'Europa. Del 1994 al 2005 també va jugar a la Selecció d'handbol d'Espanya femenina, amb la qual va quedar sisena als Jocs Olímpics de 2004.
Després de retirar-se com a jugadora el 2008 es dedicar a entrenar. Fou entrenadora del BM Castelló fins 2011 i del BM Sagunto fins que el 2013 fitxà pel CH Canyamelar. El 2017 va exercir com a entrenadora de la selecció espanyola de handbol B. El 2018 tornà temporalment al Canyamelar, però el 2019 deixà el club per entrenar al CB Mislata.